# Ловчев, Виктор Константинович
Виктор Константинович Ловчев (1918—1943) — участник Великой Отечественной войны, командир огневого взвода 167-го гвардейского лёгкого артиллерийского полка (3-й гвардейской лёгкой артиллерийской бригады, 1-й гвардейской артиллерийской дивизии прорыва Резерва Главного Командования, 70-й армии, Центрального фронта), гвардии младший лейтенант, Герой Советского Союза (1943).

## Биография
Родился 14 сентября 1918 году в селе Хламово в крестьянской семье. Русский.
Образование неполное среднее. С 1933 года жил в Москве. Работал слесарем на кружевной гардинной фабрике.
В Красной Армии с 1939 года. Участник советско-финской войны 1939—1940 годов. Окончил курсы младших лейтенантов. В боях Великой Отечественной войны — с августа 1942 года. Член ВКП(б) с 1943 года.
Командир огневого взвода 167-го гвардейского лёгкого артполка гвардии младший лейтенант Виктор Ловчев в бою у села Самодуровка (Поныровский район Курской области) 8 июля 1943 года с открытой боевой позиции вступил в борьбу с 15 вражескими танками. Подбил 2 из них. В бою 10 июля подбил ещё 2 танка, был тяжело ранен, но продолжал управлять огнём батареи до отражения танковой атаки.
Скончался от ран 10 июля 1943 года в эвакуационном пункте № 181 (70-я армия).
Похоронен в селе Солдатское Фатежского района (Курская область) в братской могиле.

## Награды
- Указом Президиума Верховного Совета СССР от 8 сентября 1943 года за образцовое выполнение боевых заданий командования на фронте борьбы с немецко-фашистскими захватчиками и проявленные при этом мужество и героизм гвардии младшему лейтенанту Ловчеву Виктору Константиновичу посмертно присвоено звание Героя Советского Союза.
- Награждён орденом Ленина, орденом Отечественной войны 1-й степени, а также медалями.